# Paul Bock
Paul Bock (* 29. Juli 1890 in Lübeck; † 23. März 1968 ebenda) war ein deutscher Unternehmer und Politiker (CDU).

## Leben und Beruf
Nach dem Besuch der Humanistischen Gymnasien in Lübeck und Lüneburg absolvierte Bock eine kaufmännische Ausbildung in Lübeck (1907–1909), Rostow am Don (1909/10) und Sankt Petersburg (1910). Anschließend arbeitete er als Speditionskaufmann. Von 1914 bis 1918 nahm er als Soldat am Ersten Weltkrieg teil, zuletzt als Offizier.
Bock war Alleininhaber der internationalen Lübecker Speditionsfirma J.G. Nöltingk & Cordes, Vorsitzender der Fachvereinigung Spedition und Lagerei in Schleswig-Holstein und Mitglied im Bundesvorstand der Arbeitsgemeinschaft Spedition und Lagerei. Daneben fungierte er seit 1947 als Handelsrichter in Lübeck.

## Partei
Bock trat 1919 in die DDP ein, der er bis zu ihrer Auflösung 1933 angehörte. Er zählte 1945 zu den Gründern der CDU in Lübeck und war 1946/47 Mitglied im CDU-Zonenausschuss für die Britische Besatzungszone.

## Abgeordneter
Bock war 1946/47 sowie 1950/51 Mitglied der Lübecker Bürgerschaft. Dem Deutschen Bundestag gehörte er von 1953 bis 1957 an. Im Parlament vertrat er den Wahlkreis Lübeck.
| Personendaten    | Personendaten                                  |
| ---------------- | ---------------------------------------------- |
| NAME             | Bock, Paul                                     |
| KURZBESCHREIBUNG | deutscher Unternehmer und Politiker (CDU), MdB |
| GEBURTSDATUM     | 29. Juli 1890                                  |
| GEBURTSORT       | Lübeck                                         |
| STERBEDATUM      | 23. März 1968                                  |
| STERBEORT        | Lübeck                                         |